# Вальтер Штаудінгер
Вальтер Штаудінгер (нім. Walter Staudinger; 24 січня 1898, Мюнхен — 31 серпня 1964, Мюнхен) — німецький воєначальник, групенфюрер СС і генерал-лейтенант військ СС (9 листопада 1944). Кавалер Німецького хреста в золоті.

## Біографія
В 1915 році вступив добровольцем в Баварську армію. Учасник Першої світової війни. У складі баварського гірсько-артилерійського полку брав участь в боях на Західному фронті (у Вогезах і під Верденом). Після демобілізації 15 грудня 1918 року вступив в охоронну поліцію. В 1919 році у складі добровольчого корпусу Еппа брав участь у боях з комуністами. В 1920 році вступив в НСДАП. Учасник Пивного путчу. 1 травня 1933 року повторно вступив у НСДАП (квиток №3 201 960), 9 листопада 1934 року — в СС (посвідчення № 242 652). З 1934 року — ад'ютант Генріха Гіммлера, з грудня 1934 року — Райнгарда Гейдріха. Брав участь у створенні частин посилення СС, командир артилерійської групи Лейбштандарту. Учасник Польської, Французької і Балканської кампаній, а також Німецько-радянської війни.З 1 січня 1941 року — командир артилерійського полку Лейбштандарту (пізніше — 1-го артилерійського полку СС). З 1 липня 1944 року — командувач артилерією Лейбштандарту, а під час боїв у Нормандії — артилерією 5-ї танкової армії. Під час підготовки Арденнського наступу 9 листопада 1944 року призначений командувачем артилерією 6-ї танкової армії  і командиром 500-го артилерійського полку СС.

## Нагороди
- Залізний хрест 2-го класу
- Орден крові
- Почесний хрест ветерана війни з мечами
- Медаль «У пам'ять 13 березня 1938 року»
- Медаль «У пам'ять 1 жовтня 1938»
- Застібка до Залізного хреста 2-го класу
- Залізний хрест 1-го класу
- Нагрудний знак «За участь у загальних штурмових атаках» в сріблі
- Орден «За хоробрість» 2-го ступеня, 1-й клас (Третє Болгарське царство)
- Німецький хрест в золоті (18 червня 1942)
- Орден Зірки Румунії, командорський хрест з мечами (24 червня 1942)
- Медаль «За зимову кампанію на Сході 1941/42»